# Jean Abraham André Poupart de Neuflize
Pour les articles homonymes, voir Neuflize (homonymie).
Jean Abraham André Poupart de Neuflize, né le 8 février 1714 à Sedan et mort le 30 janvier 1793, est un riche drapier anobli par Louis XV. Il fait bâtir le château de Montvillers et transmet à sa descendance une fortune qui aboutira à la création de la Banque de Neuflize.

## Biographie
Issu d'une lignée de marchands et de drapiers protestants établis à Sedan, Jean Abraham André Poupart, né en 1714, devient l'un des principaux manufacturiers de drap à Sedan. Au talent industriel de son père, il ajouté le génie d'un grand négociant. Non seulement, il savait acheter les laines et les travailler, mais il savait fabriquer économiquement ses produits textiles et les faire connaître. En 1750, face à une grève des tondeurs, il mène avec Louis Labauche le parti des manufacturiers sedanais et gagne la partie, après un conflit social marqué par 45 jours d'arrêts de travail. En 1754, il est le quatrième manufacturier de draps de Sedan à voir son entreprise distinguée du titre de Manufacture royale et privilégiée. Elle utilise alors 150 métiers et emploie plus de 4 000 ouvriers.
Il achète le site de Montvillers à proximité de Sedan, sur lequel devait se trouver anciennement un hameau de ce nom, où il installe une foulerie. Puis il y fait bâtir un château, d'un coût de plus de 200 000 livres, afin de disposer d'une résidence de campagne et d'un lieu de réception. Le château de Montvillers est un bel exemple d'architecture Louis XVI.
Seigneur de Neuflize dans les Ardennes, il est anobli par lettres patentes d'avril 1769 par le roi Louis XV. Ses armes sont d'azur au chevron d'or accompagné en pointe d'un rosier garni de trois roses d'argent, feuillées et tigées de même, et en chef aussi d'argent, chargé d'un croissant de sable accosté de deux étoiles de gueules.
Il épouse une fille de Paul Girardot de Chancourt, bourgeois de Paris, marchand de bois, et de Madame née Foissin. Il est le père du baron André Poupart de Neuflize (1752-1814) et le grand-père d'André Poupart de Neuflize (1784-1836). Sa descendance comprend les fondateurs de la Banque de Neuflize. 
Il décède en 1793. À sa mort, sa fortune s'élève à 2,5 millions de livres.

## Sources
- Généalogie Poupart: http://www.genea-bdf.org/BasesDonnees/genealogies/poupart.htm
- Geneviève Robida, Les Poupart et d'autres familles de Sedan, Cahiers du Centre de généalogie protestante, no 98, 2007, p. 58-64